# Liste der polnischen Eisenbahngrenzübergänge
Die Liste der polnischen Eisenbahngrenzübergänge führt alle existierenden und ehemaligen grenzüberschreitenden Bahnverbindungen in Polen auf.

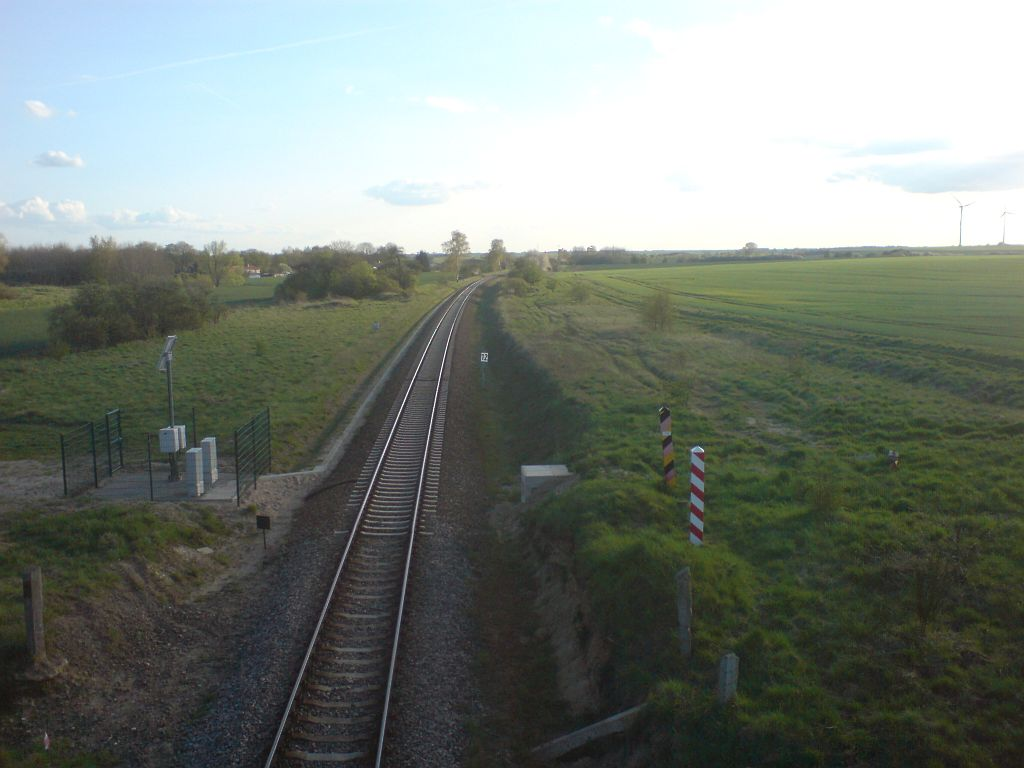
Staatsgrenze Polen–Deutschland, Berlin-Stettiner Eisenbahn.

Stillgelegte Bahnverbindungen sind kursiv dargestellt. Die Mehrzahl von polnischen Eisenbahngrenzübergänge sind erst nach den neuen Grenzziehungen 1945 entstanden.

## Polen–Russland

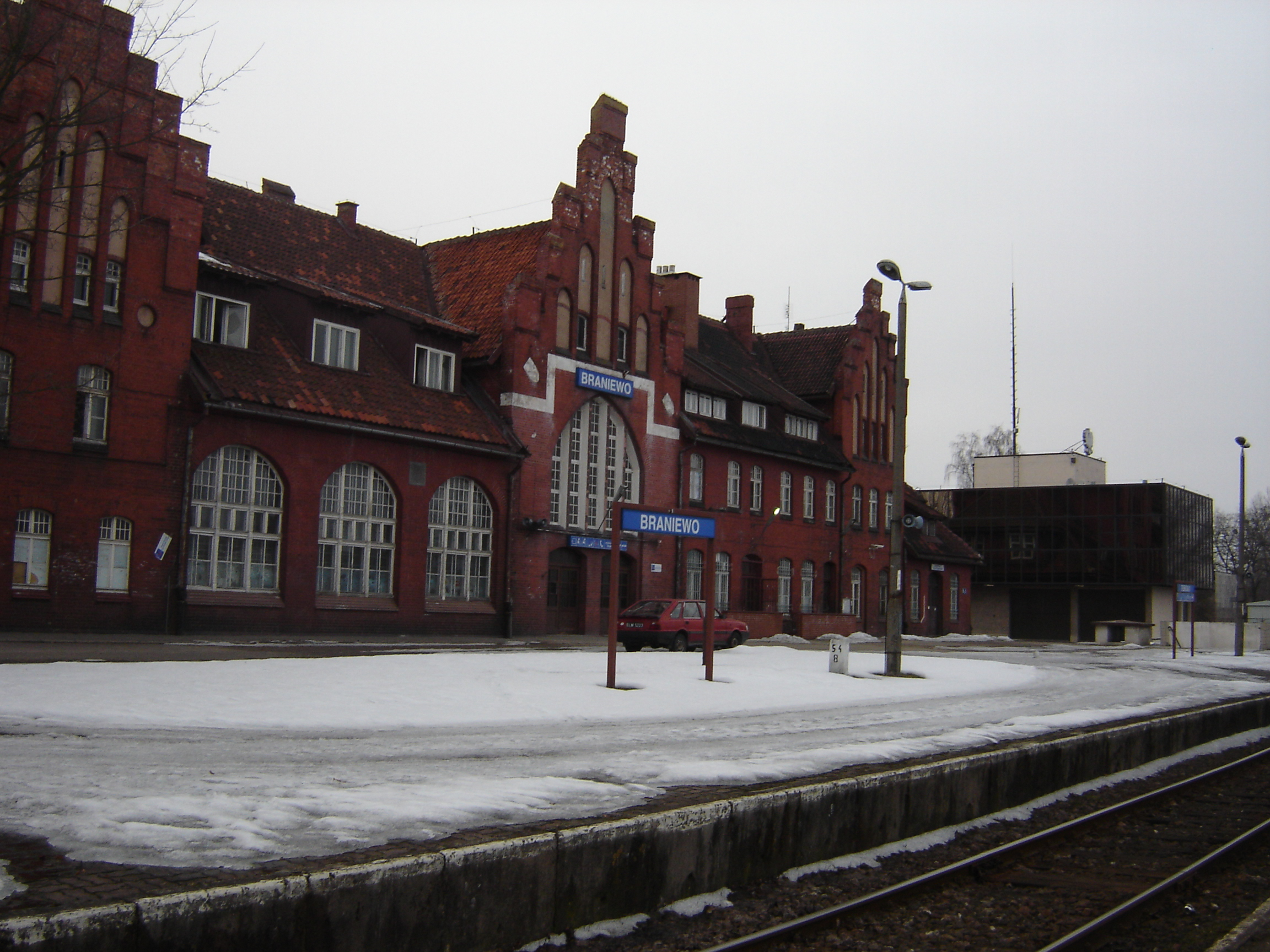
Bahnhof Braniewo

- Braniewo (Braunsberg) – Mamonowo (Heiligenbeil) (1853), siehe Bahnstrecke Malbork–Braniewo und Bahnstrecke Kaliningrad–Mamonowo
- Pieniężno (Mehlsack) – Kornewo (Zinten)  (1884)
- Jarzeń (Arnstein) – Kornewo (Zinten)  (1885)
- Głomno (Glommen) – Bagrationowsk (Preußisch Eylau) (1866)
- Bartoszyce (Bartenstein) – Prawdinsk (Friedland) (1911)
- Skandawa – Schelesnodoroschny (Gerdauen) (1871)
- Prynowo (Prinowen/Primsdorf) – Schelesnodoroschny (Gerdauen) (1898)
- Prynowo (Prinowen/Primsdorf) – Osjorsk (Darkehmen) (1914)
- Gołdap (Goldap) – Tschernjachowsk (Insterburg) (1879)
- Gołdap (Goldap) – Nesterow (Stallupönen/Ebenrode) (1901)
- Żytkiejmy (Szittkehmen/Wehrkirchen) – Gussew (Gumbinnen) (1908)

## Polen–Litauen
- Trakiszki (Trakischki) – Mockava

## Polen–Belarus
- Dubaśno (Dubasna) – Beljany
- Kuźnica Białostocka – Hrodna (Grodno) (1862), siehe Warschau-Petersburger Eisenbahn
- Zubki – Berastawiza (1886)
- Siemianówka – Swislatsch (1906)
- Czeremcha – Wyssokaje  (1873)
- Terespol – Brest (1866)
- Włodawa (früher Bug Włodawski) – Tamaschouka (1887)

## Polen–Ukraine
- Dorohusk – Jahodyn (1876)
- Hrubieszów – Wolodymyr
- Hrebenne – Rawa-Ruska
- Werchrata – Rawa-Ruska
- Przemyśl – Mostyska (1861)
- Malhowice – Nyschankowytschi (1872), siehe Bahnstrecke Przemyśl–Chyriw
- Krościenko – Chyriw (1872)

## Polen–Slowakei
- Łupków – Medzilaborce (1874)
- Muszyna – Plaveč (1876)
- Podczerwone – Suchá Hora (1899–1975)
- Zwardoń – Skalité (1884)

## Polen–Tschechien

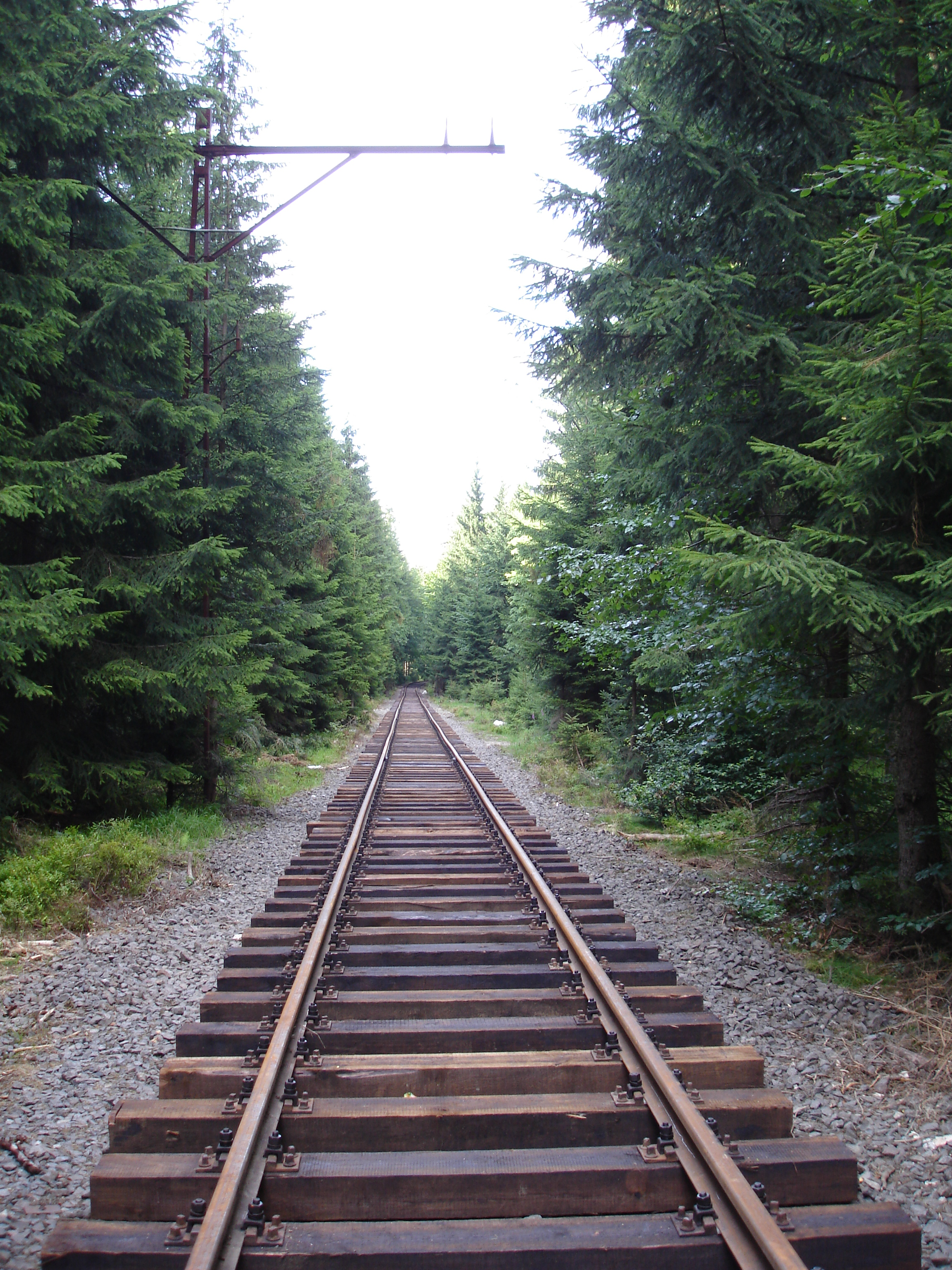
Alte Masten, neues Gleis: Zackenbahn bei Harrachov 2009, neues Gleis für die 2010 erfolgte Wiederaufnahme des Bahnbetriebs, bisher ohne Strom

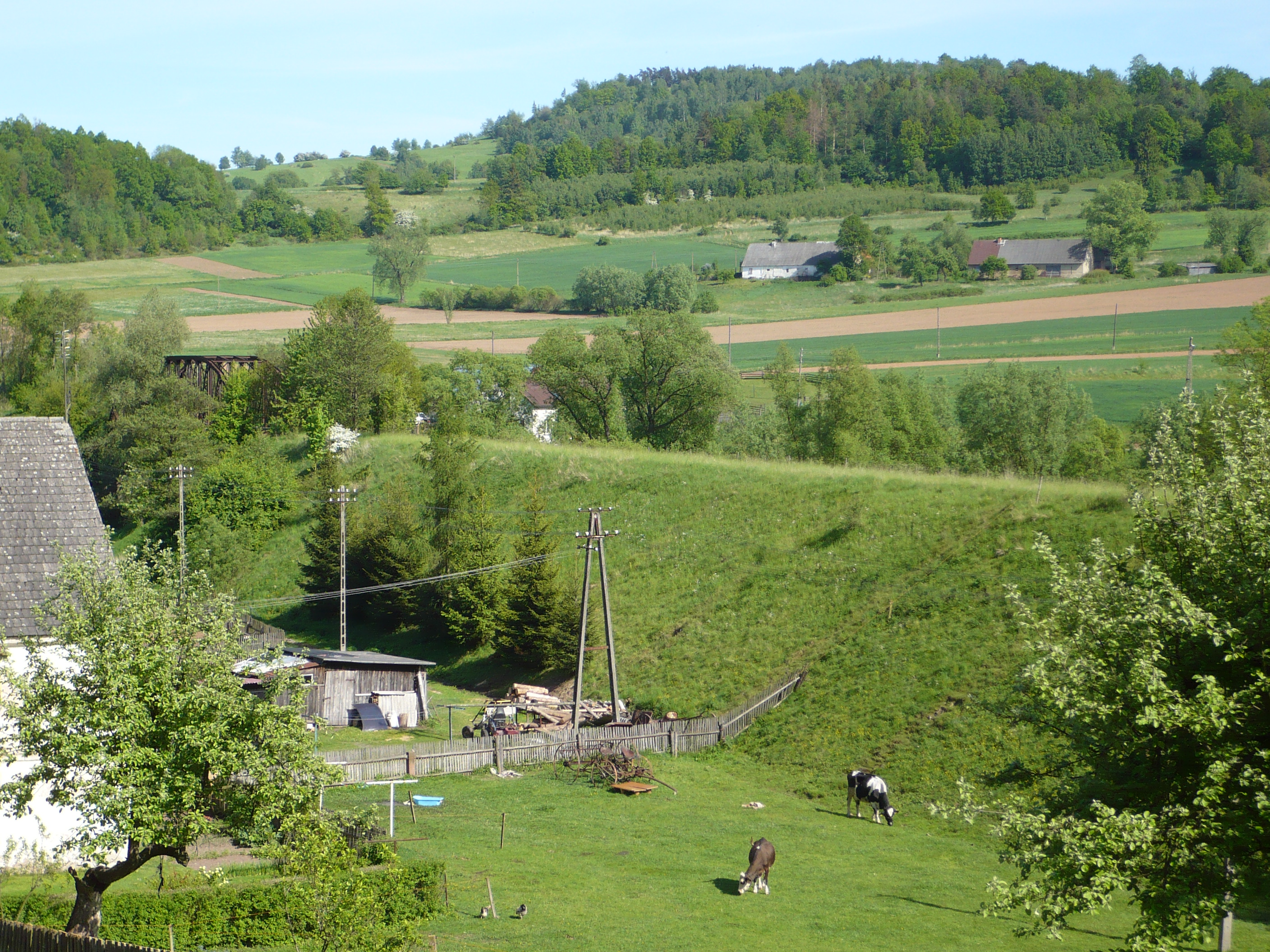
Verlassene Brücke über die Ścinawka bei Tłumaczów (2009)

- Cieszyn (Teschen) – Český Těšín (1888)
- Marklowice (Marklowitz) – Albrechtice (Albersdorf) (1914–1931)
- Zebrzydowice (Seibersdorf) – Petrovice u Karviné (1855)
- Chałupki (Annaberg) – Bohumín (1848), siehe Bahnstrecke Kędzierzyn-Koźle–Bohumín
- Krzanowice (Kranstädt) – Chuchelná  (1895–1945)
- Pilszcz (Piltsch) – Opava (1904–1945)
- Głubczyce (Leobschütz) – Krnov (1873–1945)
- Głuchołazy (Bad Ziegenhals) – Jindřichov ve Slezsku (1875), siehe Bahnstrecke Krnov–Głuchołazy
- Głuchołazy (Bad Ziegenhals) – Mikulovice (1888), siehe Bahnstrecke Hanušovice–Głuchołazy
- Kałków (Kalkau) – Vidnava (1911–1945), siehe Neisser Kreisbahn
- Dziewiętlice (Heinersdorf) – Bernartice (1896–1945), siehe Bahnstrecke Lipová Lázně–Bernartice u Javorníka
- Międzylesie (Mittelwalde) – Lichkov (1875), siehe Bahnstrecke Chlumec nad Cidlinou–Międzylesie
- Kudowa Zdrój (Bad Kudowa) – Náchod (nur 1945), siehe Bahnstrecke Kłodzko–Kudowa Zdrój
- Tłumaczów (Tuntschendorf) – Otovice (1889–1953), siehe Bahnstrecke Meziměstí–Ścinawka Średnia
- Mieroszów (Friedland) – Meziměstí (1877), nur Güterverkehr, siehe Bahnstrecke Wałbrzych–Meziměstí
- Lubawka (Liebau) – Královec (1869), nur Güterverkehr, siehe Bahnstrecke Sędzisław–Lubawka und Bahnstrecke Jaroměř–Lubawka
- Jakuszyce (Jakobsthal) – Harrachov (1902), siehe Zackenbahn und Tannwalder Zahnradbahn
- Mirsk (Friedeberg) – Jindřichovice pod Smrkem (1902–1945), siehe Bahnstrecke Gryfów Śląski–Jindřichovice pod Smrkem
- Zawidów (Seidenberg) – Frýdlant v Čechách (1875), heute nur Güterverkehr, siehe Bahnstrecke Liberec–Zawidów
- Bogatynia (Reichenau) – Heřmanice (1900–1945), siehe Schmalspurbahn Zittau–Hermsdorf und Schmalspurbahn Friedland–Hermsdorf
- Kopaczów (Oberullersdorf) – Hrádek nad Nisou (Grottau) (1859), heute nur Durchgangsverkehr zwischen Zittau und Hrádek, siehe Bahnstrecke Zittau–Liberec

## Polen–Deutschland

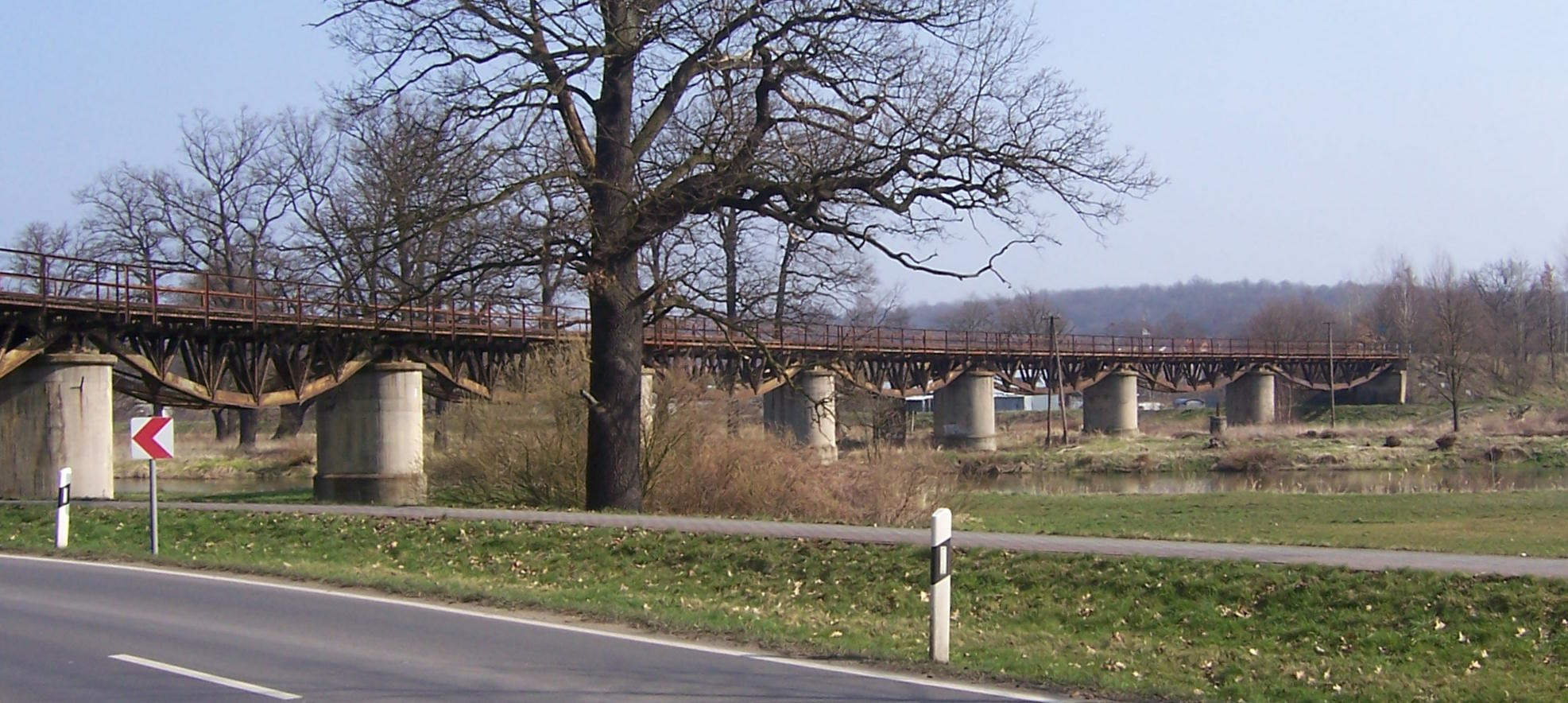
Verlassene Neißebrücke zwischen Bad Muskau und Łęknica

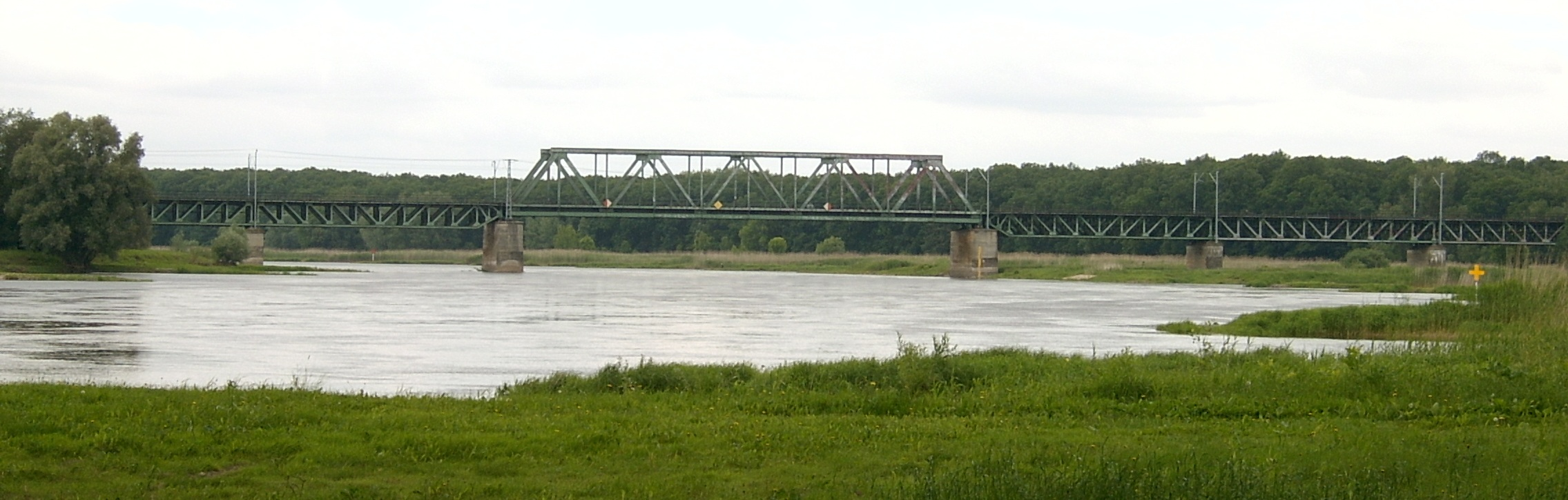
Oderbrücke Frankfurt (1953–2008)

- Kopaczów (Oberullersdorf) – Zittau (1859), siehe Bahnstrecke Zittau–Liberec
- Sieniawka (Kleinschönau) – Zittau (1884–1945), siehe Zittauer Schmalspurbahn
- Hirschfelde – Krzewina Zgorzelecka – Hagenwerder (1875), siehe Bahnstrecke Zittau–Hagenwerder
- Hagenwerder – Zawidów (Seidenberg) (1875–1945), siehe Bahnstrecke Görlitz–Seidenberg
- Zgorzelec – Görlitz, siehe Bahnstrecke Görlitz–Wałbrzych
- Węgliniec (Kohlfurt) – Horka, siehe Bahnstrecke Węgliniec–Roßlau
- Sanice (Sänitz) – Steinbach (1908–1945), siehe Bahnstrecke Horka–Przewóz
- Łęknica (Lugknitz) – Bad Muskau (1898–1945), siehe Bahnstrecke Lubsko–Bad Muskau
- Zasieki – Forst, siehe Bahnstrecke Cottbus–Forst (Lausitz) und Bahnstrecke Łódź Kaliska–Tuplice
- Gubin – Guben, siehe Bahnstrecke Guben–Zbąszynek
- Gubinek – Guben, siehe Bahnstrecke Berlin–Wrocław
- Kunice – Kunitz
- Kunowice (Kunersdorf) – Frankfurt (1870), siehe Bahnstrecke Frankfurt (Oder)–Poznań. In Km 3,4 der Bahnhof Frankfurt (Oder) Oderbrücke für GV
- Kostrzyn nad Odrą (Küstrin) – Küstrin-Kietz, siehe Bahnstrecke Berlin–Küstrin-Kietz Grenze und Bahnstrecke Tczew–Küstrin-Kietz Grenze
- Siekierki (Zäckerick) – Neurüdnitz (1897–1982), siehe Bahnstrecke Wriezen–Godków
- Szczecin (Stettin) – Tantow, siehe Bahnstrecke Berlin–Szczecin
- Barnisław (Barnimslow) – Ladenthin (1899–1945), siehe Kleinbahn Casekow–Penkun–Oder
- Szczecin (Stettin) – Grambow, siehe Bahnstrecke Bützow–Szczecin
- Świnoujście (Swinemünde) – Seebad Ahlbeck (1894–1945, seit 2008), siehe Bahnstrecke Ducherow–Heringsdorf–Wolgaster Fähre

## Polen–Schweden
- Świnoujście (Swinemünde) – Ystad, Eisenbahn-Fähre, nur Güterverkehr

## Nicht realisierte Projekte
- Chałupki (Annaberg) – Hlučín